# Andrena chaparralensis
Andrena chaparralensis är en biart som beskrevs av Neff och Larkin 2002. Andrena chaparralensis ingår i släktet sandbin, och familjen grävbin. Inga underarter finns listade i Catalogue of Life.